# Mjesni ekvatorski koordinatni sustav
U mjesnom ekvatorskom koordinatnom sustavu  položaj nebeskog objekta određuje se deklinacijom i satnim kutom. Satni kut je kutna udaljenost na nebeskom ekvatoru od mjesnog meridijana do satnog meridijana koji prolazi objektom. 
Deklinacija je kutna udaljenost od nebeskog ekvatora prema nebeskim polovima do točke kojoj objekt pripada (uzduž meridijana koji pripada objektu).

## Poveznice
- Nebeski koordinatni sustavi
- Nebeski ekvatorski koordinatni sustav

## Vanjske poveznice
- e-skola astronomije: Nebeski koordinatni sustavi  Arhivirana inačica izvorne stranice od 2. rujna 2006. (Wayback Machine)